# 日光狂熱遺珠之憾
《日光狂熱遺珠之憾》是台灣樂團蘇打綠在2010年7月28日發行的一張線上EP，在官網開放免費下載。

## 簡介
發行的起因是主唱青峰在網路BBS「PTT」公布第七張專輯《十年一刻》時，受到板友的鼓舞而複製了發行遲到千年的模式，只要板上人數在7月28日突破1000人(白爆)，製作人兼老闆林暐哲即送出「大禮」。28日下午開始，蘇打綠板即湧進了大量粉絲，板上人數不但突破預定門檻1000人，最高甚至突破2000人(紅爆)到達2708人。稍晚即由林暐哲及青峰在板上公布EP曲目以及下載連結。
EP內容為《日光狂熱》小巨蛋演唱會中，專輯《十年一刻》未收錄的7首Live歌曲，但並非整場演唱會剩餘的所有歌曲。

## 曲目
| 曲序 | 曲目     |
| ---- | -------- |
| 1.   | 融雪之前 |
| 2.   | 左邊     |
| 3.   | 無言歌   |
| 4.   | 御花園   |
| 5.   | 嬉戲之後 |
| 6.   | 彼得與狼 |
| 7.   | 近未來   |